# M0n0wall
m0n0wall은 BSD 운영 체제 파생판들 중 하나인 FreeBSD의 임베디드 방화벽 배포판이다. 플래시 메모리 카드, CD-ROM, 하드 디스크에 넣을 수 있는 작은 이미지를 제공한다. 수많은 임베디드 플랫폼과 제네릭 PC에서 동작한다. PC 버전은 라이브 CD와 플로피 디스크만을 가지고 구성 데이터를 저장할 수 있고 하나의 콤팩트 플래시 카드(IDE 어댑터 사용)를 사용할 수도 있다. 하드 드라이브의 필요성을 없애주므로 소음과 발열 수준을 낮출 수 있다.
2015년 2월 15일, Manuel Kapser는 m0n0wall 프로젝트의 공식 종료를 발표했다.